# Otto Eckmann

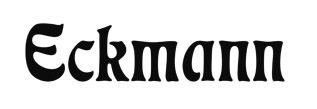
font eckmann

Otto Eckmann (ur. 19 listopada 1865 w Hamburgu, zm. 11 czerwca 1902 w Badenweiler) – niemiecki malarz, grafik i projektant, przedstawiciel secesji.

## Życiorys
Kształcił się w Hochschule für bildende Künste Hamburg, Akademie der Bildenden Künste Nürnberg, a od 1885 w Akademii Sztuk Pięknych w Monachium. Jego wczesne obrazy to pejzaże naturalistyczne, ale około 1890 zwrócił się w stronę symbolizmu. Szybko odniósł sukces, lecz porzucił malarstwo w 1894, sprzedawszy na aukcji wszystkie swoje prace i poświęcił się sztuce użytkowej. Stał się jednym z najbardziej uznanych twórców w tej dziedzinie. Grawerowania i estetyki japonistycznej uczył się u Justusa Brinkmanna, ówczesnego dyrektora Museum für Kunst und Gewerbe Hamburg. W 1897 zaczął uczyć malarstwa ornamentalnego w Kunstgewerbeschule w Berlinie oraz został mianowany profesorem malarstwa dekoracyjnego w berlińskim Kunstgewerbemuseum.
W 1895 zaczął tworzyć własne projekty drzeworytów, stosując tradycyjne japońskie techniki. Drzeworyty Eckmanna, a także ozdobne bordiury, winiety, ekslibrisy i inne projekty graficzne, które ilustrowały takie periodyki, jak „Deutsche Kunst und Dekoration”, „Jugend” i przeglądzie artystycznym „Pan”. W latach 1899–1900 współpracował z Karlem Klingsporem, opracowując nowy krój pisma o nazwie „Eckmann” dla gazety „Die Woche”. W 1896 zaczął tworzyć projekty tkanin, realizowane w szkole tkactwa artystycznego w Scherrebek w Szlezwiku-Holsztynie (obecnie Skærbaek w Danii). Jeden z jego projektów – Pięć łabędzi (1896–1897) – stał się wręcz emblematycznym wizerunkiem europejskiej secesji; został zaprezentowany na Exposition universelle de 1900 w Paryżu i był powielany niezliczoną ilość razy w periodykach na całym świecie. Eckmann dostarczał również inne projekty dla komercyjnych fabryk tkackich w Krefeld.
W 1897 wielki książę Hesji Ernst Ludwig zlecił mu dekorację i zaprojektowanie mebli do gabinetu w pałacu w Darmstadt. Eckmann był jednym z kilku artystów, obok Hermanna Obrista, Richarda Riemerschmida i Augusta Endella, którego prace wystawiano w dwóch salach nowoczesnej sztuki dekoracyjnej na monachijskiej wystawie w Glaspalast w 1897.

## Twórczość
Eckmann był jednym z najważniejszych artystów secesji. Kluczem do jego nowoczesności była umiejętność abstrakcyjnego łączenia mocno zaznaczonych falistych linii i kontrastujących kolorów z naturalizmem. Inspirował się naturą i naturalnymi formami kwiatów, liści, pąków, łodyg. On i Hermann Obrist byli artystami odnoszącymi największe sukcesy w zrozumieniu organicznego aspektu natury.
Malował portrety, pejzaże i kwiaty. Zajmował się ceramiką, grawerstwem i metaloplastyką. Projektował witraże, tkaniny, gobeliny, dywany, meble, lampy, biżuterię, tapety, plakaty reklamowe, winiety i ekslibrisy. Współpracował z producentami, aby uzyskać gruntowną wiedzę na temat materiałów, metod i procesów technicznych związanych z realizowaniem jego projektów. Z czasem jego prace stawały się coraz bardziej stylizowane i abstrakcyjne. Na krótko przed śmiercią na gruźlicę w 1902 powrócił do malarstwa pejzażowego.

## Galeria

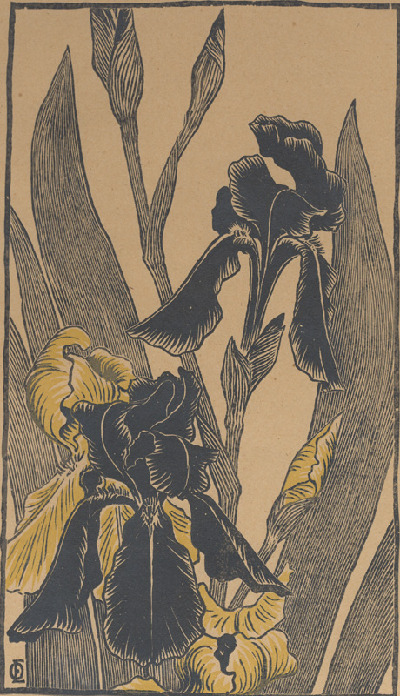
Irysy, 1895
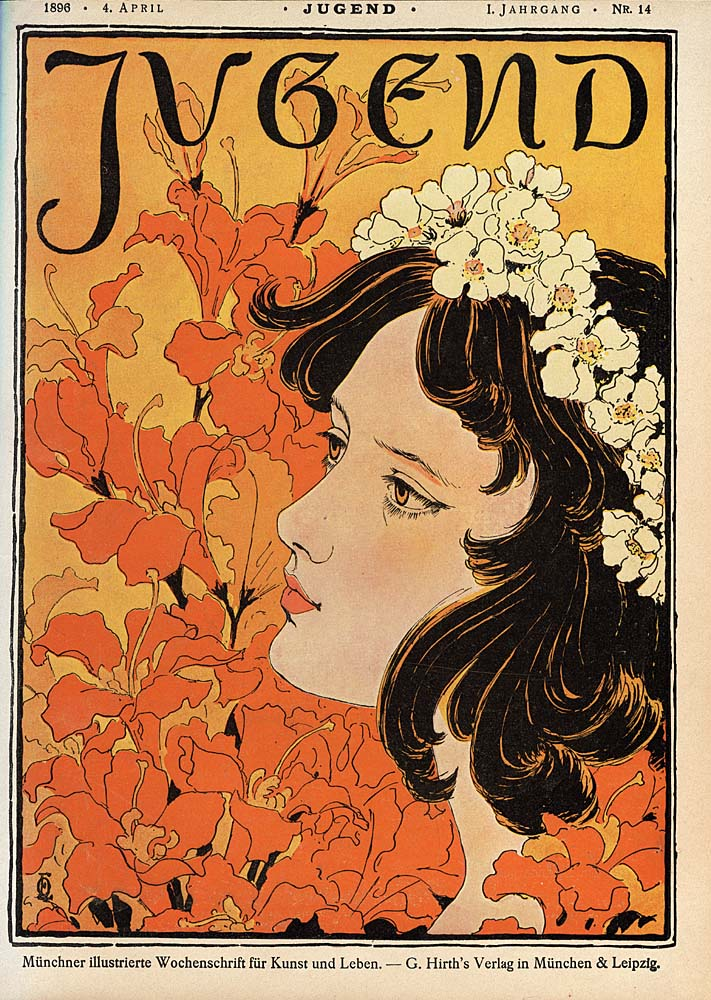
Okładka tygodnika Jugend, Nr. 14, 1896
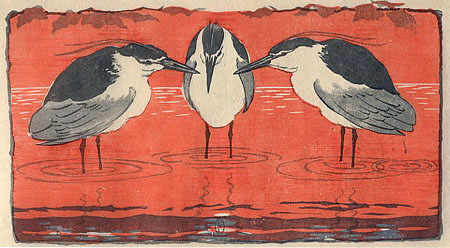
Ślepowrony, 1896
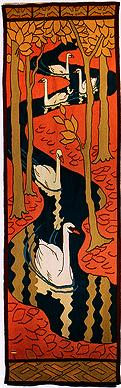
Pięć łabędzi, 1897
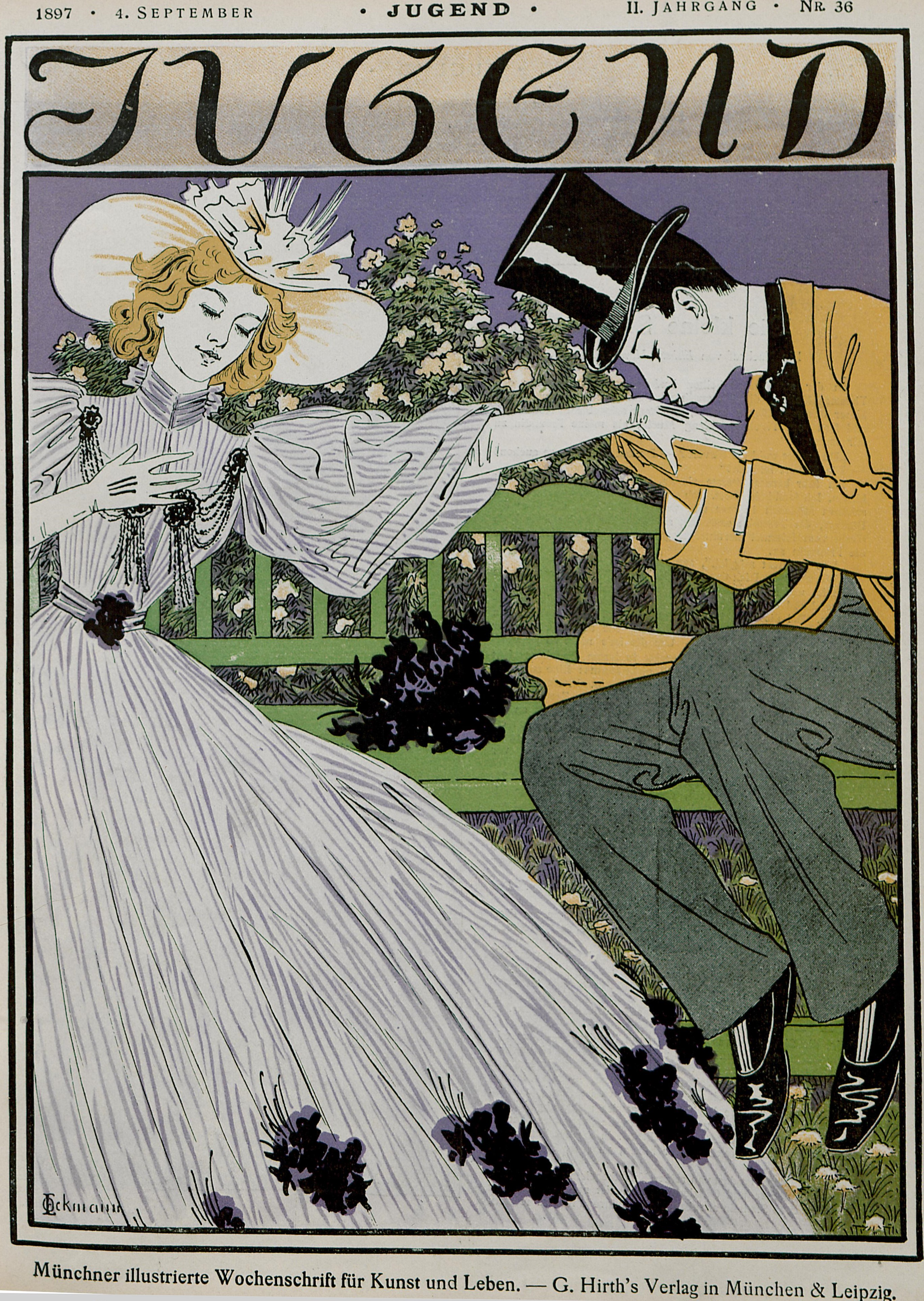
Okładka tygodnika Jugend, Nr 36, 1897
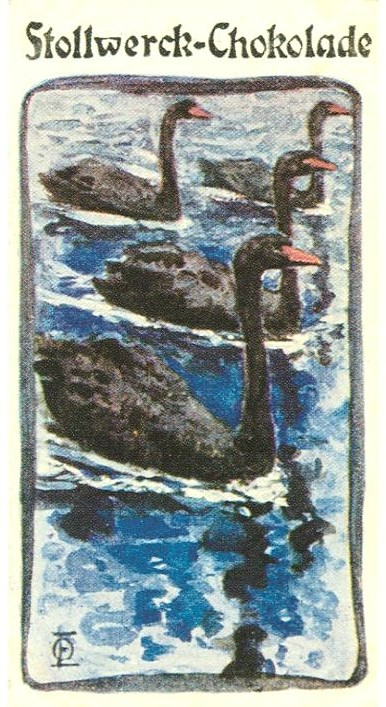
Czarne łabędzie, 1902
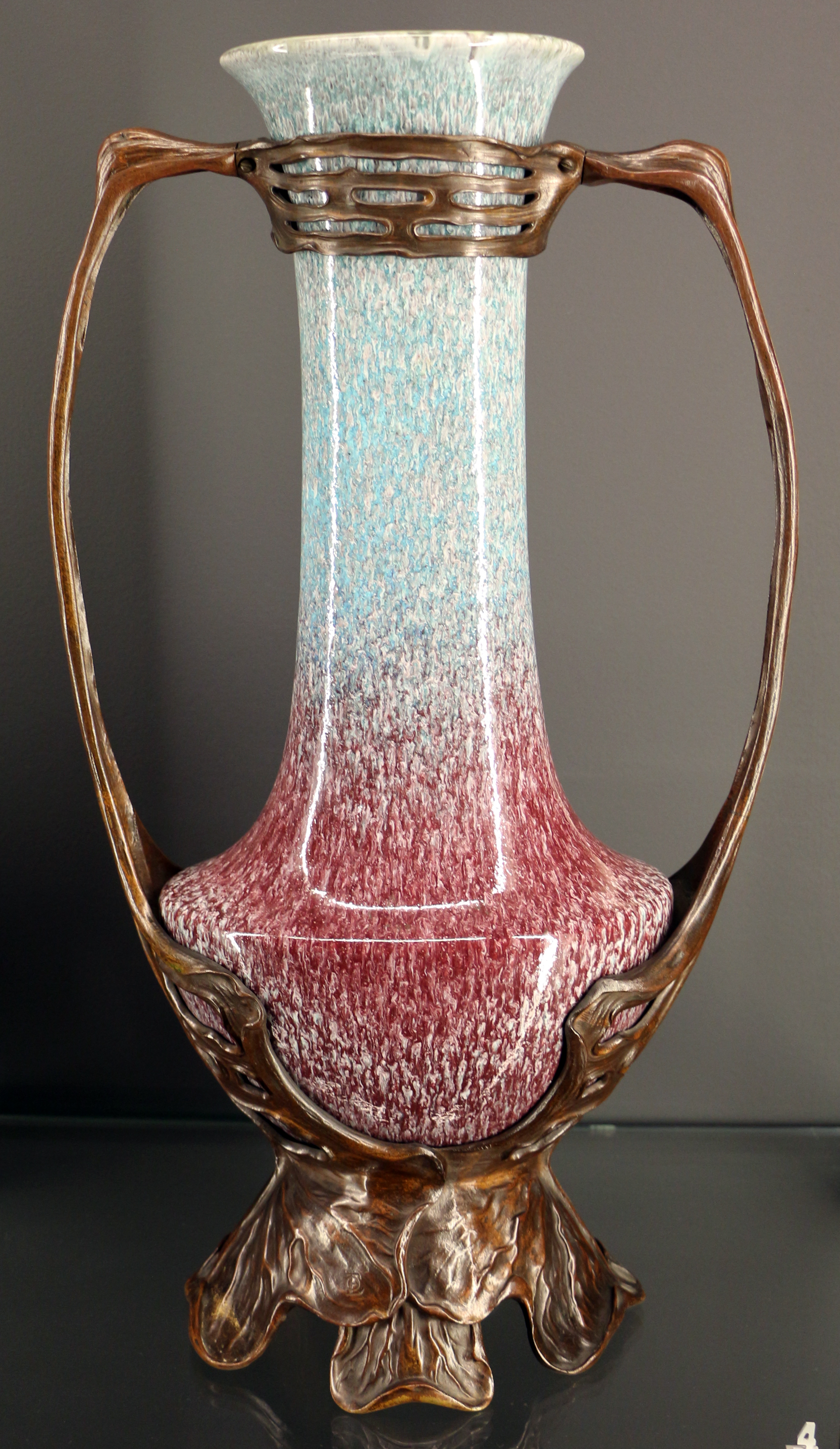
Wazon (porcelana i brąz), 1897–1899